# Rue Jules-Ferry
Pour l’article homonyme, voir Rue Jules-Ferry (Massy).
 (août 2017).
Si vous disposez d'ouvrages ou d'articles de référence ou si vous connaissez des sites web de qualité traitant du thème abordé ici, merci de compléter l'article en donnant les références utiles à sa vérifiabilité et en les liant à la section « Notes et références ».
La rue Jules-Ferry est une voie publique de la ville de Bordeaux.

## Situation et accès
Elle est située dans le quartier de Caudéran. Suivant un axe est-ouest, elle relie le boulevard du Président-Wilson, ceinture périphérique de la ville, à la place de Moscou, où elle rejoint la rue Pasteur. Ouverte à la circulation en sens unique (selon un axe ouest-est inverse à celui de sa numérotation) puis à double sens à partir du no 107, cette voie est naturellement très empruntée par les automobilistes car elle permet d'accéder à la Villa Primrose et à la Cité administrative, mais également de rejoindre la ceinture périphérique et le centre-ville via la rue Georges-Mandel.

## Origine du nom
Il s'agit de l'hommage de la ville de Caudéran à l'homme d'État Jules Ferry, connu pour ses lois sur l'instruction publique, fondatrices de l'école républicaine.

## Historique
La rue Jules-Ferry remplace l'ancien chemin de Fresquet.

## Bâtiments remarquables et lieux de mémoire
- no 2 : la Cité administrative. Édifiée par Pierre Mathieu et Pierre Calmon entre 1965 et 1974, elle comporte deux tours de 92 et 79 mètres de haut, construites avec une ossature mixte de béton et de métal habillée par des murs d'aluminium et de verre, permettant à la lumière de pénétrer en profondeur dans les différentes salles du bâtiment. Les architectes se réfèrent explicitement aux gratte-ciel new-yorkais et aux Lake Shore Drive Appartments de Ludwig Mies van der Rohe. Les longues bandes verticales sombres du mur-rideau lisse de la tour nord contrastent avec le noyau de béton clair laissé à nu. Pour la tour sud, un fin réseau de pare-soleil fixes vient simplement rythmer la façade. Le traitement urbain des esplanades au pied de la tour, les attaques des niveaux supérieurs - l'un étiré, le second interrompu - la prise en compte des ombres portées sur les parois aux textures et aux lignes différenciées, la scission et la réunion des tours par les galeries trouées de lumière, font de la Cité administrative un achèvement exemplaire[2], représentant du style international qui a marqué diverses capitales mondiales. La cité regroupe environ 5500 mètres carrés de bureaux, des services médico-sociaux, une cafétéria et une crèche sur vingt-sept étages.
- no 76 : demeure bourgeoise qui fait écho au style de l'Avenue de Mirande avec sa tourelle en ardoise.
- no 81 : la Villa Primrose. Fondée en 1897, la Société de sport de Bordeaux installa aussitôt ses courts de tennis à Caudéran sur les terrains de la famille Balaresque et prit le nom de Société athlétique de la Villa Primrose[3]. Elle réunit, sous la présidence d'Édouard Lawton, les membres de la gentry bordelaise passionnés de tennis. Elle reste aujourd'hui un haut lieu de la vie sportive bordelaise.

| - La Cité administrative. - La Villa Primrose. |